# Uliocnemis negligens
Uliocnemis negligens là một loài bướm đêm trong họ Geometridae.